# Írgalach mac Conaing
Írgalach mac Conaing Cuirre (mort en 702), également nommé Írgalach ua Conaing, fut un roi de Brega issu du sept Uí Chonaing de Cnogba (Knowth) du Síl nÁedo Sláine lignée des Uí Néill du sud. Il est le fils de Conaing Cuirre mac Congaile (mort en 662) et le frère de Congalach mac Conaing Cuirre (mort en 696), précédents rois de Brega. Il règne de 696 à 702.

## Biographie
Írgalach fait partie des garants du Cáin Adomnáin (en) (Loi des Innocents) de Saint Adomnan d'Iona instauré lors du Synode de Birr en 697 où il est désigné comme roi de Ciannachta.
Le règne d'Írgalach débute par une intense rivalité entre les septs Uí Chonaing et Uí Chernaig de Lagore dans le sud Brega tous deux issus du Síl nÁedo Sláine. Son frère Congalach est défait par Niall mac Cernaig Sotail (mort en 701) lors de la  Bataille d'Imlech Pich en 688. En 701, Irgalach tue Niall, qui était sous la protection d' Adomnán, à Drumain Ua Casan. Les Annales fragmentaires d'Irlande détaillent l'histoire de la malédiction que le saint jette sur Irgalach pour son acte:
 « Fils maudit, dit-il, le plus dur et le pire des hommes de Dieu, sachez que vous serez privé de votre souveraineté, et que vous irez en enfer ».
Selon le récit des Annales fragmentaires d'Irlande Adomnán maudit aussi les descendants d'Írgalach. Son épouse Muirenn (morte en 748), fille de Cellach Cualann mac Gerthidi (mort en 715), roi Uí Máil de Leinster est enceinte et supplie Adomnán d'épargner son enfant à naître. Ce qu'il fait mais cet enfant Cináed mac Írgalaig, plus tard Ard ri Erenn, naît à moitié aveugle, d'où provient son surnom de Cináed Cáech. Cinaed meurt en 728- battu et tué par lors de la bataille Druim Corcainn (ou Druim Ciarain, l'endroit n'a pas été identifié) par Flaithbertach mac Loingsig du Cenél Conaill. Les Annales d'Ulster notent qu'Írgalach meurt l'année suivante en  702 lorsque des envahisseurs brittoniques le tuent sur la côte 
en face Inis Mac Nesáin (l'actuelle Ireland's Eye), et les Annales fragmentaires d'Irlande lient cet événement à la malédiction d'Adomnán.
Joan Radner, traducteur des  Annales fragmentaires d'Irlande, note que si les morts de Niall et d'Írgalach, et la semi-cécité de Cináed sont toutes attestées par les  Chroniques d'Irlande, le reste du récit est d'origine inconnue et que « la légende complète les silences des entrées des annales ».